# داسبورگ
داسبورگ (به آلمانی: Dasburg) یک شهر در آلمان است که در بیتبورگ-پروم واقع شده‌است.